# Schmalenbach-Gesellschaft für Betriebswirtschaft
Die Schmalenbach-Gesellschaft für Betriebswirtschaft e. V. versteht sich als übergreifende, unabhängige betriebswirtschaftliche Vereinigung in Deutschland und ist ein gemeinnütziger Verein. Ihr Hauptziel ist es, im Sinne des 1955 verstorbenen Nestors der deutschsprachigen Betriebswirtschaftslehre, Eugen Schmalenbachs, den Dialog zwischen betriebswirtschaftlicher Forschung, Lehre und Praxis zu initiieren und zu koordinieren. Hierfür bietet sie einen wichtigen Begegnungsraum für die betriebswirtschaftliche Wissenschaft und Praxis und ein einzigartiges Netzwerk.

## Geschichte
Hervorgegangen ist sie aus der 1932 gegründeten „Schmalenbach-Vereinigung“. 1978 erfolgte der Zusammenschluss der Schmalenbach-Gesellschaft für betriebswirtschaftliche Forschung und Praxis (Köln) und der Deutschen Gesellschaft für Betriebswirtschaft e. V. – Der deutsche Betriebswirtschafter-Tag (Berlin) zur heutigen Schmalenbach-Gesellschaft. 1998 erfolgte die Umbenennung in Schmalenbach-Gesellschaft für Betriebswirtschaft e. V.
Als Forum des Dialoges zwischen Wissenschaft und Praxis verfolgt die Gesellschaft unter anderem folgende Ziele:
- Erfahrungsaustausch über die Anwendung neuer betriebswirtschaftlicher Erkenntnisse und Methoden und Gewinnung neuer betriebswirtschaftlicher Erkenntnisse in Kooperation von Wissenschaft und Praxis.
- Pflege enger Beziehungen zwischen betriebswirtschaftlicher Forschung, Lehre und Wirtschaftspraxis (z. B. bei Veranstaltungen und in Arbeitskreisen).
- Verbreitung neuer betriebswirtschaftlicher Erkenntnisse und Erreichung eines breiten betriebswirtschaftlichen Problembewusstseins in der Öffentlichkeit (durch Veranstaltungen und Publikationen).
- Anregung neuer Forschungen auf dem Gebiet der Betriebswirtschaftslehre und in den angrenzenden sozial- und naturwissenschaftlichen Bereichen (z. B. durch die Vergabe des Schmalenbach-Preises durch die Schmalenbach-Stiftung).
- Erarbeitung betriebswirtschaftlicher Stellungnahmen zu aktuellen Fragen der Wirtschaftspraxis und -gesetzgebung.

Sie gibt gemeinsam mit dem Verband der Hochschullehrerinnen und Hochschullehrer für Betriebswirtschaft „Schmalenbach Journal of Business Research“ (SBUR) heraus. „Schmalenbach IMPULSE“ ist das digitale Dialogformat der Schmalenbach-Gesellschaft, das betriebswirtschaftliche Inhalte bündelt, die wissenschaftlichen Anspruch mit praktischer Verwertbarkeit verbinden.